# دعاء المشلول
دعاء المشلول ويُعرف أيضاً بدُعاء الشّاب المأخوذ بذَنْبه المروي في كتب الكفْعمي وَفي كتاب مهج الدّعوات، وهُو دُعـاء علّمه امير المؤمِنين شابّاً مأخوذاً بِذنبه مشلولاً نتيجة ما عمله من الظّلم والاثم في حقّ والده، كان الإمام قد علمه لشاب سمعه يتضرع عند الكعبة وقد كان متأوها محزونا مشلولاً؛ وذلك لدعا أبيه عليه.

## سند الدعاء
رواه السيد ابن طاووس عن جماعة يسندون الحديث إلى الحسين بن علي (عليهما السلام) ، ورواه الكفعمي، ونقله العلامة المجلسي

## قصة هذا الشاب
روي عن جماعة يسندون الحديث إلى الحسين بن علي قال: «كنت مع علي بن أبي طالب في الطواف في ليلة ديجوجية  قليلة النور، وقد خلا الطواف، ونام الزوار، وهدأت العيون، اذ سمع مستغيثاً مستجيراً مسترحما بصوت حزين محزون من قلب موجع وهو يقول:
قال الحسين بن علي :‌ فقال لي: يا أبا عبد الله أسمعت المنادي ذنبه، المستغيث ربه؟
فقلت: نعم، قد سمعته
فقال: اعتبره عسى تراه
فما زلت اختبط في طخياء الظلام واتخلل بين النيام. فلما صرت بين الركن والمقام، بدا لي شخص منتصب، فتأملته فاذا هو قائم. فقلت: السلام عليك ايها العبد المقر المستقيل المستغفر المستجير، أجب ـ بالله ـ ابن عم رسول الله.
فأسرع في سجوده وقعوده وسلم، فلم يتكلم حتى أشار بيده بأن تقدمني، فتقدمته فأتيت به أمير المؤمنين فقلت: دونك ها.
هو فنظر إليه، فإذا هو شابٌ حسنُ الوجه، نقي الثياب.
فقال له: من الرجل؟
فقال له: من بعض العرب.
فقال له: ما حالك، ومم بكاؤك واستغاثتك؟
فقال: ما حال من أوخذ بالعقوق فهو في ضيق، ارتهنه المصاب، وغمره الاكتئاب، فارتاب (أو فتاب) فدعاؤه لا يستجاب .
فقال له علي: ولم ذلك؟
فقال : لأني كنت ملتهياً في العرب باللعب والطرب، اديم العصيان في رجب وشعبان ، وما أراقب الرحمن، وكان لي والد شفيق رفيق، يحذرني مصارع الحدثان، ويخوفني العقاب بالنيران ويقول : كم ضجَّ منك النهار والظلام، والليالي والأيام، والشهور الأعوام، والملائكة الكرام . وكان إذا ألحّ عليَّ بالوعظ زجرتُه وانتهرته، ووثبت عليه وضربته، فعمدت يوماً إلى شيء من الورق فكانت في الخباء فذهبتُ لآخذها وأصرفها فيما كنت عليه، فمانعني عن أخذها، فأوجعته ضرباً ولويت يده وأخذتها ومضيت، فأوماً بيده إلى ركبتيه يروم النهوض من مكانه ذلك، فلم يُطق يحركها من شدة الوجع والألم، وأنشأ يقول:
قال: فو الذي سمك السماء، وأنبع الماء، ما استتم دعاءه حتى نزل بي ماترى ثم كشف عن يمينه، فإذا بجانبه قد شل . فأنا منذ ثلاث سنين أطلب إليه أن يدعو لي في الموضع الذي دعا به علي، فلم يجبني، حتى إذا كان العام أنعم عليَّ فخرجت به على ناقة عشراء  أجد السير حثيثاً رجاء العافية، حتى إذا كنا على الأراك وحطمة وادي السياك، نفر طائر في الليل، فنفرت منه الناقة التي كان عليها، فألقته ألى قرار الوادي، فارفض  بين الحجرين فقبرته هناك، واعظم من ذلك اني لا أعرف إلا (المأخوذ بدعوة أبيه).
فقال له أمير المؤمنين: أتاك الغوث، أتاك الغوث، ألا أعلمك دعاء علمنيه رسول الله ﷺ ، وفيه اسم الله الأكبر الأعظم، العزيز الأكرم، الذي يجيب به من دعاه ويعطي به من سأله، ويفرج به الهم، ويكشف به الكرب ويذهب به الغم، ويُبريء به السقم، ويجبر به الكسير، ويغني به الفقير، ويقضي به الدين، ويرد به العين، ويغفر به الذنوب، ويستر به العيوب، ‌ويؤمن به كل خائف من شيطان مريد، وجبار عنيد .
ولو دعا به طائع لله على جبل لزال من مكان ه، أو على ميت لأحياه الله بعد موته، ولو دعا به على الماء لمشى عليه بعد أن لا يدخله العجب، فاتق الله ايها الرجل فقد ادركتني الرحمة لك، وليعلم الله منك صدق النية انك لا تدعو به في معصية ولا تيده الا لثقة في دينك فان اخلصت فيه النية استجاب الله لك، ورأيتَ نبيكَ [[النبي محخمد|محمداًٍٍ في منامك ، يبشرك بالجنة والاجابة.
قال الحسين بن علي : فكان سروري بفائدة‌ الدعاء أشد من سرور الرجل بعافيته وما نزل به ؛ لأنني لم أكن سمعته منه، ولا عرفت هذا الدعاء قبل ذلك.

## مفاهيم الدعاء
- غالب فقرات هذا الدعاء هي مناجاة واستغاثة بالأسماء الحسنى والتوسل إلى الله تعالى بها : «اَللّهُمَّ اِنّى اَسْأَلُكَ بِاسْمِكَ بِسْمِ اللهِ الرَّحْمنِ الرَّحيمِ يَا ذَا الْجَلالِ وَالاِْكرامِ يَا حَىُّ يَا قَيّوُمُ يَا حَىُّ لا اِلـهَ اِلاّ اَنْتَ يَا هُوَ يَا مَنْ لا يَعْلَمُ ما هُوَ وَلا كَيْفَ هُوَ وَلا حَيْثُ هُوَ اِلاّ هُوَ» .
- كل ما في الدعاء هو توسل وطلب للفكاك من ظلم الظالم وجوره .
- في الختام يذكر بعض آيات القرآن الكريم ويعين حاجته ويختم بالصلاة على النبي: «وَاَسْأَلُكَ بِاَسْمآئِكَ الْحُسْنَى الَّتى نَعَتَّها في كِتابِكَ فَقُلْتَ {وَللهِ الاَْسْمآءُ الْحُسْنى فَادْعوُهُ بِها}، وَقُلْتَ {اُدْعُونى اَسْتَجِبْ لَكُمْ}، وَقُلْتَ {وَاِذا سَأَلَكَ عِبادى عَنّى فَانّى قَريبٌ اُجيبُ دَعْوَةَ الدّاعِ اِذا دَعانِ}، وَقُلْتَ {يَا عِبادِىَ الّذَينَ اَسْرَفوُا عَلى اَنْفُسِهِمْ لا تَقْظَوُا مِنْ رَحْمَةِ اللهِ اِنَّ اللهَ يَغْفِرُ الذُّنُوبَ جَميعاً اِنَّهُ هُوَ الْغَفُورُ الرَّحيمُ}، وَاَنَا اَسْاَلُكَ يَا اِلـهى وَاَدْعُوكَ يَا رَبِّ وَاَرْجُوكَ يَا سَيِّدى وَاَطْمَعُ في اِجابَتى يَا مَوْلاىَ كَما وَعَدْتَنى، وَقَدْ دَعَوْتُكَ كَما اَمَرْتَنى فَافْعَلْ بى ما اَنْتَ اَهْلُهُ يَا كَريمُ، وَالْحَمْدُ للهِِ رَبِّ الْعالَمينَ، وَصَلَّى اللهُ عَلى مُحَمَّد وَآلِهِ اَجْمَعينَ ».
- ذكرت الرواية أن الاسم الأعظم مكنون في هذا الدعاء.
- أكدت الرواية على أن يُقرأ الدعاء على طهارة.

## مقتطفات من الدعاء
اَللّـهُمَّ اِنّى اَسْأَلُكَ بِاسْمِكَ بِسْمِ اللهِ الرَّحْمنِ الرَّحيمِ يا ذَا الْجَلالِ وَالاِْكرامِ يا حَىُّ يا قَيّوُمُ يا حَىُّ لا اِلـهَ اِلاّ اَنْتَ، يا هُوَ يا مَنْ لا يَعْلَمُ ما هُوَ وَلا كَيْفَ هُوَ وَلا حَيْثُ هُوَ اِلاّ هُوَ، يا ذَا المُلْكِ وَالْمَلَكوُتِ يا ذَا الْعِزَّةِ وَالْجَبَروُتِ، يا مَلِكُ يا قُدُّوسُ، يا سَلامُ يا مُؤْمِنُ يا مُهَيْمِنُ يا عَزيزُ يا جَبّارُ يا مُتَكَبِّرُ يا خالِقُ يا بارِئُ يا مصوّر يا مُفيدُ يا مُدَبِّرُ يا شَديدُ يا مُبْدِئُ يا مُعيدُ يا مُبيدُ يا وَدُودُ يا مَحْمُودُ يا مَعْبوُدُ يا بَعيدُ يا قَريبُ يا مجيب يا رقيب يا حَسيبُ يا بَديعُ يا رَفيعُ يا منيعٌ يا سَميعُ يا عَليمُ يا حَليمُ يا كَريمُ يا حَكيمُ يا قَديمُ يا عَلِىُّ يا عَظيمُ يا حَنّانُ يا مَنّانُ يا دَيّانُ يا مُسْتَعانُ يا جَليلُ يا جَميلُ يا وَكيلُ يا كفَيلُ يا مُقيلُ يا مُنيلُ يا نَبيلُ يا دَليلُ يا هادى يا بادى يا اَوَّلُ يا اخِرُ يا ظاهِرُ يا باطِنُ يا قآئِمُ يا دآئِمُ يا عالِمُ يا حاكِمُ يا قاضى يا عادِلُ يا فاصِلُ يا واصِلُ يا طاهِرُ يا مُطَهِّرُ يا قادِرُ يا مُقْتَدِرُ يا كَبيرُ يا مُتَكَبِّرُ يا واحِدُ يا اَحَدُ يا صَمَدُ يا مَنْ لَمْ يَلِدْ وَلَمْ يوُلَدْ وَلَمْ يَكُنْ لَهُ كُفُواً اَحَدٌ وَلَمْ يَكُنْ لَهُ صاحِبَةٌ وَلا كانَ مَعَهُ وَزيرٌ...

## شروح الدعاء
- شرح دعاء المشلول وترجمته للفارسية: للمولى محمد سليم الآملي[7]

## وصلات خارجية
- استمع لصوت دعاء المشلول
- * نص دعاء المشلول